# Via Lettera Editora
Via Lettera é uma editora brasileira fundada em 1997 em São Paulo por Jotapê Martins e Mônica Seicman. Em 2004, Jotapê sai da editora, que passa a ser administrada apenas pela outra sócia.
Entre as principais publicações lançadas pela Via Lettera, estão a revista de quadrinhos adultos Front (premiada sete vezes no Troféu HQ Mix) e as primeiras edições brasileiras de Do Inferno, Bone e Usagi Yojimbo, entre outras obras.
Em 2000, a Via Lettera ganhou o Troféu HQ Mix de editora do ano. Em 2003, foi homenageada no Prêmio Angelo Agostini como "melhor editora atual", ao lado das editoras Escala, Devir, Pasquim e Virgo.
Em 2009, a Via Lettera foi envolvida em uma polêmica devido à aquisição pela Secretaria Estadual de Educação de São Paulo do livro Dez na Área, Um na Banheira e Ninguém no Gol para ser distribuído para alunos de nove anos da 3ª série do Ensino Fundamental. Contudo, a obra (publicada em 2002 e ganhadora do Troféu HQ Mix de melhor álbum de ficção) não era destinada ao público infantil, tendo referências a violência e sexo, além de palavrões. A seleção foi feita por membros da Secretaria para o programa "Ler e Escrever", que também incluía cerca de 800 outros títulos, tanto de quadrinhos quanto de literatura.